# برند برانش
برند برانش (به آلمانی: Bernd Bransch) بازیکن فوتبال و مدافع اهل آلمان شرقی بود که از سال ۱۹۶۷ میلادی عضو تیم ملی فوتبال آلمان شرقی بوده‌است. وی در ۷۲ بازی ملی حضور داشته و در بازی‌های ملی‌اش ۳ گل به ثمر رساند. برند برانش آخرین بازی ملی خود را در سال ۱۹۷۶ میلادی انجام داد.